# Simple Pleasures
Simple Pleasures je průlomovým albem kariéry Bobbyho McFerrina díky písni Don't Worry, Be Happy. Tato skladba vyhrála 3 ceny Grammy a zajistila Bobbymu světovou popularitu; kuriózní je, že vznikla a byla do alba přidána na poslední chvíli.
Toto je druhé album (po albu The Voice), které Bobby nahrál sólově, tentokrát ale všechny skladby vznikly několikerým předabováním. Autorem většiny písní je sám Bobby McFerrin, ale například píseň Drive My Car je od autorského dua John Lennon a Paul McCartney.

## Seznam skladeb
1. Don't Worry, Be Happy - 4:54
2. All I Want - 2:56
3. Drive My Car - 2:44
4. Simple Pleasures - 2:08
5. Good Lovin' - 2:58
6. Come to Me - 3:38
7. Susie Q - 2:50
8. Drive - 3:58
9. Them Changes - 3:55
10. Sunshine of Your Love - 3:43